# معالي العسعوسي
معالي سعود العسعوسي (1975-) ناشطة كويتية في مجال التنمية المجتمعية والإنسانية، وأحد أعضاء مبادرة صناع الامل، ومدير مكتب جمعية العون المباشر في اليمن.

## السيرة العلمية
ولدت معالي في مدينة الكويت عام (1975)، وهي من الرواد في مجال التنمية المجتمعية، وهي حاصلة على بكالوريوس علوم في تخطيط وإدارة السياحة وإدارة أعمال من جامعة فرجينيا من الولايات المتحدة الأمريكية في عام 2002 م، كما حصلت على شهادة معتمدة في مجال التنمية المجتمعية كمنحة من مبادرة الشراكة الأمريكية الشرق أوسطية (MEPI) في عام 2007، وهي أول كويتية تحصل على شهادة معتمدة في اعداد تقارير الاستدامة من (GRI) في عام 2011، وحصلت مؤخرا على تدريب متخصص في القانون الدولي الإنساني في عام 2015 م من (ICRC)، ومن خلال مسيرتها حصلت على العديد من الشهادات المتخصصة في مجال التخطيط والإدارة من عدة جهات محلية وعالمية، ولديها أكثر من 18 عام من الخبرة العملية في القطاع العام والخاص والخدمة المجتمعية.

## مشوارها العملي
بدأت مشوارها العملي عام 1999 وهي طالبة في الجامعة وبعد التخرج في عام 2002 م عملت كمنسقة لإدارة التسويق والتخطيط والدراسات في Virginia Tourism Corporation في الولايات المتحدة الأمريكية، وبعد أن عادت إلى الكويت في عام 2003 م عملت في وزارة الإعلام الكويتية، كما قامت بتأسيس أول شركه في عام 2006 م تحت اسم United Purse Group""، واشتهرت كأول عربية تقوم بتقديم فكرة وسيناريو الفيلم السياحي الثقافي الذي تم تنفيذه في جمهورية كينيا وقد حمل الفيلم اسم «رحلة إلى كينيا» وتم عرضه على عدة قنوات فضائية.

## أول محطات عملها الإنساني
في عام 2007 قدم عرضاً لمعالي من قبل رجل أعمال حيث طلب منها ان تسافر للجمهورية اليمنية، وعندما وصلت إلى الأراضي اليمنية فوجئت من معيشتهم ولم تتوقع ان يكونوا في هذا المستوى من الفقر، فمن ذلك الوقت اتجهت ل مجال التبرعات والإسهام في الارتقاء بنوعية حياة هؤلاء الفقراء لتوفير سبل الحياة والعيش للمحتاجين في اليمن، وقامت بتأسيس مبادرة تمكين في نفس العام وذلك للاهتمام بالمجتمع وبالأطفال والنساء خاصة وذلك عن طريق إنشاء مشاريع تنموية غير ربحية حيث بدأت بالاهتمام بالأسر وتوفير سبل العيش لهم وقد بدأت ب 50 أسرة إلى أن وصلت إلى 120 ألف أسرة، وقد قامت بتقديم المساعدات لهم في مجال التعليم والصحة ووذلك لأنها رأت سوء انتشار الأمراض وسوء المجال الصحي في اليمن كما كانت تسعى لمحو الأمية فلذلك اهتمت بالتعليم والصحة.

## الحرب الأهلية في اليمن
في عام 2010 بدأت الحرب الاهلية في اليمن وازداد الأمر سوءاً ولكن معالي لم تتراجع في تقديم المساعدات ورفضت العودة لبلدها الكويت رغم الحرب، وظلّت لتقدم المساعدات لكل من مسّه ضرر من آثار الحرب، وانضمت بعدها الي جمعية العون المباشر وكانت مسؤولة عن مشروعاتهم في اليمن وأهمها معالجة 24 ألف إنسان أصابهم العمى وهذه كانت أحد أكثر الحملات نجاحا حول العالم لأنها ساعدت الكثير من المصابين وأعادت لهم عافيتهم ونظرهم.

## زواجها
التقت معالي العسعوسي في مطار الكويت الدولي برجل يمني مقيم بالكويت يدعي عبد الله العباد وكان يومها ذاهبا لعمل خاص له في اليمن وليس له أي علاقة بالجانب الإنساني وحصلت بينهما مشادة بالمطار ثم افترقنا، الا ان القدر جمعهما في العمل الإنساني وقررا الزواج وتزوجا، ومن يومها وهم بجانب بعض يساندون بعض في تنفيذ الأنشطة والمشاريع الإنسانية في اليمن.

## التكريم
- تم تكريمها في منتدى الخليج الدولي في واشنطن لتكريس حياتها للعمل الإنساني وخدمة المحتاجين.
- فازت بجائزة مبادرة صناع الأمل التي أطلقها الشيخ محمد بن راشد من بين 65 ألف صانع أمل مرشح للجائزة.
- تم تكريمها من قبل الهيئة الخيرية الإسلامية العالمية.
- تم تكريمها من قبل جمعية العون المباشر.